# Long Melford
Long Melford är en by (village) och en civil parish i Babergh, Suffolk i sydöstra England. Orten har 3 433 invånare (2001).